# Ḩasanābād-e Emām
Ḩasanābād-e Emām (persiska: حَسَنابادِ اِمام, حَسَنابادِ اَفشار, حَسَن آباد, حسن آباد امام) är en ort i Iran.   Den ligger i provinsen Hamadan, i den nordvästra delen av landet, 300 km väster om huvudstaden Teheran. Ḩasanābād-e Emām ligger 1 829 meter över havet och antalet invånare är 544.
Terrängen runt Ḩasanābād-e Emām är kuperad söderut, men norrut är den platt. Runt Ḩasanābād-e Emām är det ganska tätbefolkat, med 75 invånare per kvadratkilometer. Närmaste större samhälle är Asadābād, 19,6 km söder om Ḩasanābād-e Emām. Trakten runt Ḩasanābād-e Emām består i huvudsak av gräsmarker.